# Wladimir Alexejewitsch Smirnow
Wladimir Alexejewitsch Smirnow (russisch Владимир Алексеевич Смирнов; * 29. Januar 1957 in Pskow) ist ein russischer Geschäftsmann.

## Leben
Er schloss ein Studium mit dem Schwerpunkt elektromechanische Ingenieurwissenschaften für die Produktion von Luftfahrttechnik im Jahr 1980 am Leningrader Institut ab und promovierte in den Fachbereichen Ingenieurwissenschaften (1986) und Ökonomie (2000).
Seit 2008 ist er Mitglied des Aufsichtsrats der russischen Nazionalny Kosmitscheski Bank. Smirnow ist Urheber von zehn Erfindungen und Autor von 45 wissenschaftlichen Arbeiten. Im Jahr 1990 gründete er ein Joint Ventures in St. Petersburg mit einem deutschen Partner, dem Bauträger Inform-Future. Das Unternehmen errichtete in der Stadt den ersten Bürokomplex für ausländische Firmen. Zwischen 1997 und 1998 war Smirnow Generaldirektor der Petersburg Fuel Company. Anschließend wurde er Vorstandsvorsitzender des Unternehmens. In dieser Funktion arbeitete er in den Jahren 1999 und 2000.

## Tenex
Seine Arbeit als Generaldirektor von Techsnabexport (Tenex) nahm Smirnow im Jahr 2002 auf. Smirnow unterzeichnete während seiner bis 2007 dauernden Tätigkeit für Tenex langfristige Verträge bis ins Jahr 2020, die nahezu allen Atomkraftwerken der Welt eine Versorgung mit schwach angereichertem Uran garantieren.
Mit Smirnow in der Funktion als Generaldirektor betrieb Tenex in Kooperation mit den Vereinigten Staaten von Amerika das „Megatonnen zu Megawatt“ Projekt. Seit Inkrafttreten verdiente Russland durch das Programm 3.5 Milliarden US-Dollar.
Im Jahr 2005 berief die staatliche Atomenergiebehörde Rosatom Smirnow als Vorstandsberater. Zur selben Zeit wurde unter seiner Leitung eine Zweigstelle von Tenex’ in Tokio eröffnet. Die Kooperation zwischen Japan und Russland ist nach Auffassung von Smirnow ein Meilenstein für die globale Zukunft der Atomenergie.
Seit 2003 unterstützt Tenex als Hauptsponsor den jährlich stattfindenden Wissenschafts- und Bildungswettbewerb „Energie der Zukunft“. Das Ziel des von der Nuclear Academy veranstalteten Wettbewerbs ist es, Bildungseffizienz zu verbessern und das intellektuelle Potential der Atomindustrie weiterzuentwickeln.
Während seiner Zeit bei Tenex setzte sich Smirnow für ein Sponsoringprogramm ein, dessen Inhalt die Förderung der atomaren Abrüstung, der Nichtverbreitung von Atomwaffen und des Umweltengagements seitens Russlands und sozialer Verbände war. So fand am 13. Oktober 2002 im Schweizer Zug ein Friedenskonzert mit der russischen Nationalphilharmonie unter Leitung von Wladimir Spiwakow statt. Zu den Gästen der Veranstaltung zählten u. a. Michail Gorbatschow und Desmond Tutu.
Im März 2006 wurde Smirnow vom russischen Präsidenten Wladimir Putin mit der Medaille des Verdienstordens für das Vaterland zweiter Klasse ausgezeichnet.